# خدمة الحافلات السياحية

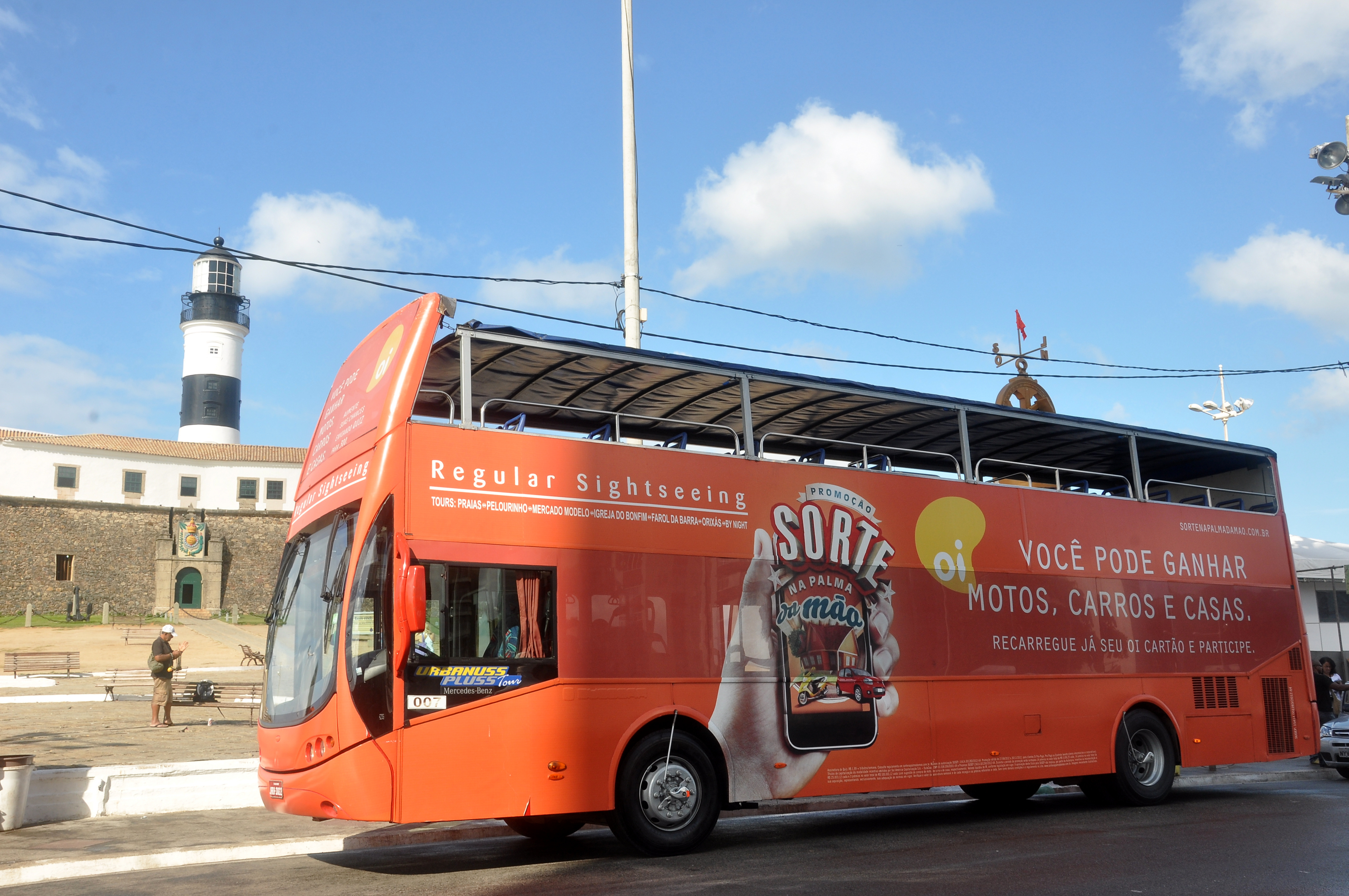
حافلة استجوال في البرازيل

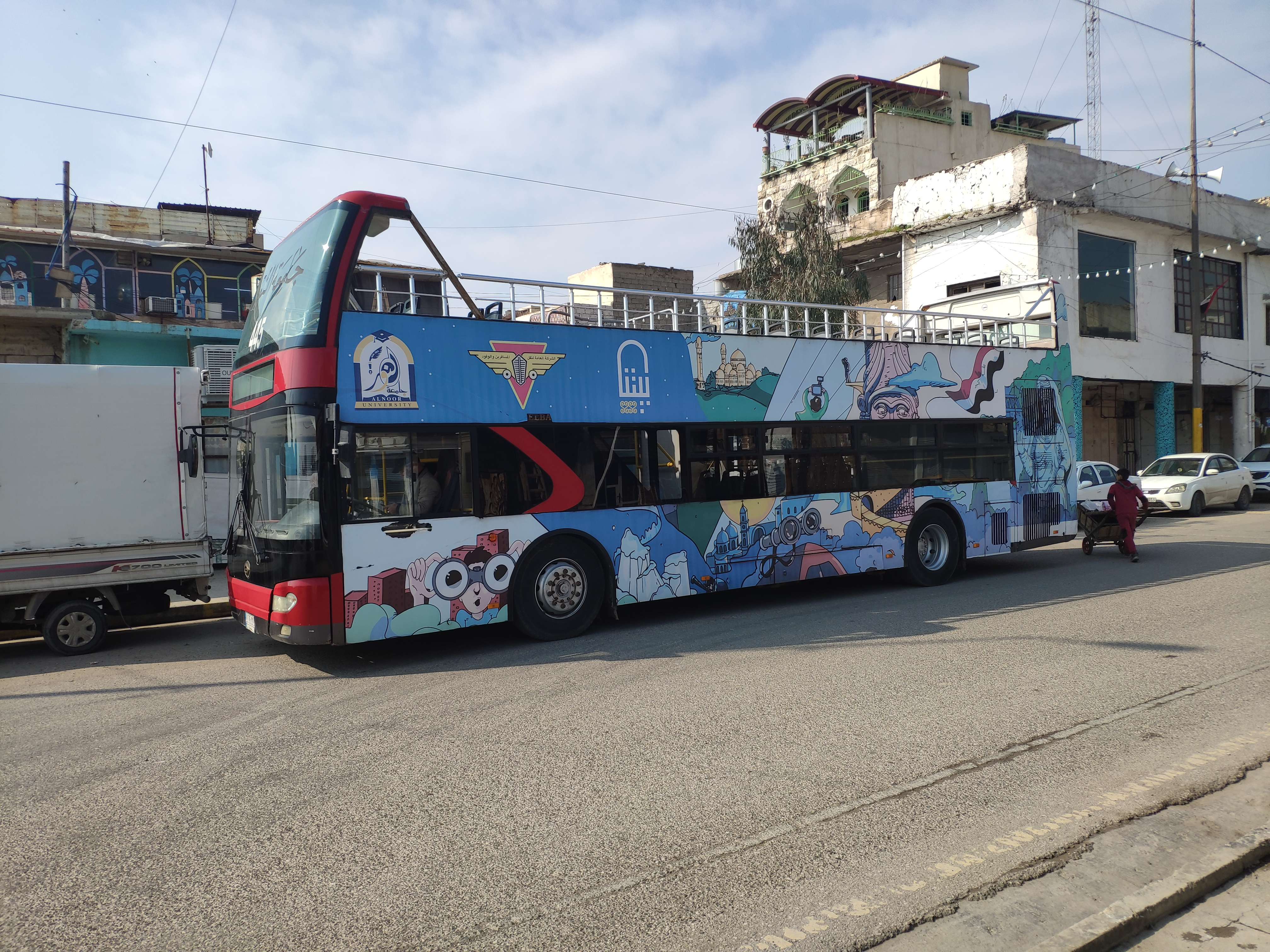
باص الموصل السياحي.

حافلة الاستجوال أو خدمة الحافلات السياحية هي جولة مرافقة (أحياناً رحلة منظمة) أو خدمة الحافلات تأخذ الزوار لمشاهدة معالم المدينة، مع طرق حول مناطق الجذب السياحي.

## معلومات
تستخدم الحافلات ذات الطابقين والحافلات المفتوحة بصورة شائعة لتوفير رؤية جيدة. تُستخدم الحافلات الكبيرة دوليًا من قبل منظمي الرحلات وخطوط الحافلات بين المدن للوجهات القصيرة والطويلة. هذه الحافلات أكبر من حافلات النقل العادية ذات الـ 2 إلى 4 محاور (6 إلى 10 عجلات).
بدأ تاريخ الحافلات السياحية في أمريكا الشمالية في أوائل القرن العشرين عندما تحولت الشاحنات لتوفير وسيلة لمشاهدة معالم المدينة داخل المدن الأمريكية الكبيرة Gray Line ‏ . بدأ غراي لاين Gray Line، أكبر مشغلي مشاهدة المعالم السياحية، أعماله في عام 1910. من المحتمل أن تكون مشاهدة المعالم عملاً جانبياً للعديد من مشغلي الحافلات بين المدن بسبب استخدام نفس أنواع الحافلات (لا يزال هذا صحيحًا حتى اليوم). شهدت الحرب العالمية الثانية تدهور صناعتها، لكنها عادت للظهور ببطء باعتبارها بديلًا لقيادة السيارات.
يسافر العديد من الموسيقيين والفنانين، وفرق الرقص والفرق الموسيقية في حافلات النوم، التي يشار إليها عادة باسم «الحافلات السياحية». في حين أن معظم الحافلات المذكورة –إن لم تكن كلها- للتطبيقات التجارية، هناك العديد من الحافلات المصنعة للاستخدام الشخصي كمنازل متنقلة. تعتبر هذه المنازل القائمة على الحافلات الطرف العلوي لسوق المركبات الترفيهية.

## السمات المشتركة
-مقاعد أمامية من القماش المبطن أو الجلد، غالبًا ما تكون مائلة.
-مساند القدم والذراع.
-شاشات التلفاز المتصلة بمشغل DVD أو VCR لتوفير الترفيه أو ربما التلفزيون التناظري أو للأخبار أو البرامج المحلية (ربما في المقاعد مع المشاهد الذي يختار المحطة).
-المراحيض الأساسية - قد لا يتشجع الركاب على استخدامها إلا في حالات الطوارئ، ولكن بعض الحافلات الحديثة تتميز بمراحيض كاملة الخدمة.
-مبرد مياه، براد، غلّاية للماء الساخن.
-مصعد أو منحدر للكرسي المتحرك و«نظام التعليق» لتسهيل الوصول (خاصة لكبار السن والعجزة).
-النوافذ المظللة أو الستائر.
-مقصورة الأمتعة (أو الصناديق) في الجزء السفلي من الحافلة، مع رفوف أمتعة يدوية.

## مصنعي الحافلات السياحية

### صناعات سيارات كوتش Motor Coach Industries (MCI)
هي شركة أمريكية لتصنيع الحافلات متعددة الجنسيات، متخصصة في إنتاج الحافلات. تشتهر MCI بالحافلات التي يتم إنتاجها لحافلات النقل بين المدن وحافلات الركاب، وتنتج حافلات لمجموعة متنوعة من التطبيقات، بدءًا من الحافلات السياحية إلى حافلات السجن.

### حافلات فولفو
حافلات فولفو (شركة فولفو للحافلات/ الاسم الرسمي: Volvo Bussar AB) هي شركة فرعية ومنطقة عمل لشركة فولفو السويدية لصناعة السيارات، والتي أصبحت قسمًا مستقلاً في عام 1968. يقع مقرها في جوتنبرج.

### باصات مرسيدس بنز
تنتج شركة مرسيدس بنز الحافلات منذ عام 1995 في مدينة مانهايم بألمانيا. منذ عام 1995، أصبحت العلامة التجارية لحافلات وحافلات Mercedes-Benz تحت مظلة EvoBus GmbH، وهي مملوكة بنسبة 100٪ لشركة Daimler AG.

### حافلات مخصصة
الحافلات المخصصة هي حافلات جرى التعديل عليها لأغراض الديكور. التخصيص لا علاقة له بأداء وظيفتها أو عملها، تعمل عادة كحافلات نقل عام. لا تُستخدم الحافلات المخصصة في بعض الأحيان في وظيفة أو عمل، ويتم تزيينها كمشاريع شخصية للعرض، على الرغم من أن هذا نادر مقارنة بأنواع المركبات الفنية الأخرى مثل السيارات والدراجات والشاحنات المخصصة.

## معلومات
عادة ماتستخدم حافلة ذات طابقين والحافلات التي تكون مفتوحة السقف للماعده في تقديم عرض جيد وذلك عن طريق اشخاص مدربين بشكل جيد يستخدمون من قبل منظمي الرحالات السياحيه، وعادة ماتكون هذه الحافلات أكبر من حافلات النقل الاعتيادية، حيث تكون لها من 2 إلى 4 محاور ومن 6 إلى 10 عجلات.
يرجع تاريخ هذه الحافلات إلى القرن العشرين في أمريكا الشمالية عندما تم تحويل الشاحنات لتوفير وسيلة لمشاهدة المعالم السياحية داخل المدن الأميركية الكبيرة، وعادة مايكون هنالك العديد من الموسيقيين موسيقي والفنانين وفرقات الرقص على متن هذه الحافلات وتسمى بجولة الحافلات

## الخصائص
1. مقاعد جلد مبطنة ومريحه وفي بعض الاحيان مقاعد يمكن مدها.
2. يوجد فيها مساند لليد والقدم.
3. شاشات تلفزيون موصوله إلى اجهزة قارئ دي في دي أو في سي ار لتوفير الترفيه على متن الحافلة أو ربما تكون موصولة إلى اجهزة دي تي في والتي توفر الاخبار والبرامج وعاده ماتكون موصولة للمقاعد لمشاهدة المحطة التي تعجبك.
4. يوجد فيها سالالم عد 2 وفي بعض الحافلات يوجد مراحيض أيضا[5]
5. تحتوي على ثلاجة وموزع ماء حار وبارد.
6. يوجد فيها كراسي متحركة وذلك ليساعد كبار السن والعجزة على الصعود والنزول.
7. عادة ماتحتوي النوافذ على ستائر.
8. تحتوي على صندوق للأمتعة مع رفوف علوية لأمتعة اليد.